# Rock'n'Road Again
Rock'n'Road Again é o segundo álbum de estúdio da cantora e compositora brasileira Danni Carlos, lançado em 27 de setembro de 2004 pela gravadora Sony BMG. O álbum é a estreia de Danni Carlos como compositora, tendo duas faixas assinadas com seu nome dentre as regravações que fez para o álbum, segundo a linha de um trabalho acústico do álbum anterior, Rock'n'Road.

## Informações
O álbum marca o seguimento de Danni Carlos em trabalhos acústicos cantando Blues-rock. O trabalho é composto de quinze canções, onde treze são covers e duas canções são composições próprias, sendo elas "Just Don't" e "Não Leve A Mal (Don't Get Me Wrong)", regravação da canção do grupo The Pretenders, sucesso em 1986. No álbum ainda há covers conhecidos como "Kiss" do cantor Prince, " Like a Prayer" de Madonna, Don't Speak" da banda No Doubt, "Drive My Car" dos Beatles e "Kiss Me" da banda Sixpence None the Richer, tema do filme Ela É Demais. O álbum foi produzido por Rick Ferreira, conhecido por trabalhar no disco de estreia da cantora Pitty, Admirável Chip Novo, além de trabalhar com Ana Carolina, Barão Vermelho e Lulu Santos

## Lista de faixas
| N.º | Título                                | Compositor(es)                                                      | Duração |  |
| 1.  | "Sowing The Seeds Of Love"            | Curt Smith, Roland Orzabal                                          | 3:33    |  |
| 2.  | "Kiss Me"                             | Matt Slocum                                                         | 3:17    |  |
| 3.  | "You Got It"                          | Jeff Lynne, Roy Orbison, Tom Petty                                  | 3:07    |  |
| 4.  | "Drive My Car"                        | John Lennon, Paul McCartney                                         | 3:29    |  |
| 5.  | "Wonderwall"                          | Noel Gallagher                                                      | 3:31    |  |
| 6.  | "Kiss"                                | Prince                                                              | 2:56    |  |
| 7.  | "Losing My Religion"                  | Bill Berry, Michael Stipe, Mike Mills, Peter Buck                   | 4:21    |  |
| 8.  | "With Or Without You"                 | Adam Clayton, David "GB2" Evans, Laurence Mullen, Paul David Hewson | 3:33    |  |
| 9.  | "It Must Have Been Love"              | Per Gessle                                                          | 3:45    |  |
| 10. | "Back On The Chain Gang"              | Christine Ellen Hynde                                               | 3:45    |  |
| 11. | "Just Don't"                          | Danni Carlos                                                        | 3:06    |  |
| 12. | "Like a Prayer"                       | Madonna, Patrick Leonard                                            | 4:11    |  |
| 13. | "God Put A Smile Upon Your Face"      | Chris Martini, Guy Berryman, Jon Buckland, Will Champion            | 4:56    |  |
| 14. | "Don't Speak"                         | Gwen Stefani                                                        | 3:38    |  |
| 15. | "Não Leve A Mal (Don't Get Me Wrong)" | Chrissie Hynde, Danni Carlos                                        | 3:46    |  |

## Créditos
- Guitarra Acustica — Rick Ferreira, Rogério "Percy" Lucas[6]
- Guitarra Acústica Solo  — Rick Ferreira, Rogério "Percy" Lucas
- Arranjos — Danni Carlos, Jonny Barreto, Marcelinho Da Costa, Rick Ferreira, Rogério "Percy" Lucas
- Diretor Artístico — Rafael Ayres, Ricardo Leite
- Design — Antônio Pedro
- Coordenador Gráfico — Emil Ferreira
- Projetor Gráfico — Pós Imagem Design
- Maquiador — Caubi Costa
- Fotografia — Gustavo Malheiros
- Produtor Artístico — Clara Castro
- Revisão — Luiz Augusto
- Contrabaixo — Jonny Barreto
- Produtor Executivo — Sérgio De Carvalho
- Masterização — Ricardo Garcia
- Mixagem — Guilherme Reis
- Piano — Sérgio Villarim
- Produtor — Rick Ferreira
- Gravação — André Coelho, Fábio Henriques, Guilherme Reis, Rodrigo Lopes
- Auxiliar de Gravação - Luis Carlos, Rodrigo Duarte

## Desempenho nas paradas

### Posições
| Paradas (2004)                  | Posição |
| ------------------------------- | ------- |
| Brasil — ABPD                   | 5       |
| Brasil — Hot 100 Brasil: Top 30 | 4       |

### Certificações
| País          | Certificação | Vendas  |
| ------------- | ------------ | ------- |
| Brasil — ABPD | Ouro         | 100.000 |

## Histórico de Lançamento
| País           | Data                   | Formato              | Gravadora   |
| -------------- | ---------------------- | -------------------- | ----------- |
| Brasil         | 27 de setembro de 2004 | CD, download digital | Sony BMG    |
| Canadá         | 31 de março de 2009    | download digital     | RCA Records |
| Estados Unidos | 31 de março de 2009    | download digital     | RCA Records |